# Asesinatos de la tienda de yogur en Austin (1991)
Los asesinatos de la tienda de yogur hacen referencia a un caso de cuádruple homicidio sin resolver ocurrido en la noche del viernes 6 de diciembre de 1991 en la ciudad de Austin, capital del estado de Texas. Aquella noche, la tienda de yogur I Can’t Believe It’s Yogurt! fue robada e incendiada después de que en su interior fueran asesinadas cuatro adolescentes: Eran Amy Ayers (13 años), Eliza Thomas (17 años), Jennifer Harbison (17 años) y su hermana Sarah Harbison (15 años).
Jennifer y Eliza trabajaban en la tienda, y aquel día estaban realizando el turno de tarde. Sarah y su amiga Amy habían pasado buena parte del día en el cercano centro comercial de Northcross Mall, y fueron a la tienda al final de la jornada para regresar a casa con Jennifer una vez cerraran la tienda a las once de la noche.
La investigación original abarcó casi ocho años. Dos hombres que inicialmente confesaron el crimen fueron juzgados y condenados; sin embargo, fueron liberados en 2009 por falta de pruebas. No se presentaron nuevos cargos ni se investigaron posibles sospechosos. En 2016, el caso pasó por ser uno de las principales investigaciones de la unidad de casos fríos del Departamento de Policía de Austin.

## Víctimas
Poco antes de la medianoche del viernes 6 de diciembre de 1991, un motorista de la policía de Austin patrullando notó un incendio proveniente de la tienda I Can’t Believe It’s Yogurt! y lo reporta al Departamento de Policía. Después de extinguirse, los bomberos que entraron a su interior descubrieron los cuatro cuerpos de las jóvenes. Todas estaban totalmente desnudas y cada una había recibido un disparo en la nuca, como si se tratara de una ejecución, con una bala de plomo del calibre .22.
Las manos de Sarah habían sido atadas con un par de bragas y amordazada y presentaba signos de violación. Jennifer no estaba atada, pero tenía las manos a la espalda. Eliza había sido amordazada y sus manos también estaban atadas a la espalda. Por su parte, el cuerpo de Amy fue encontrado en una parte separada de la tienda, a unos metros. Al contrario que las otras tres, no estaba carbonizada, pero había recibido quemaduras de segundo y "muy temprano" tercer grado en el 25-30% de su cuerpo. Fue encontrada con un "paño atado como un calcetín" alrededor del cuello. Le habían disparado igual que a las demás chicas; sin embargo, no había agujero de salida de la bala, que quedó dentro de la cabeza; fue un segundo disparo el que le había causado un daño cerebral mortal y cuyo proyectil había salido lateralmente por su mejilla inferior y mandíbula.
Se cree que los asesinos habían apilado los cuatro cuerpos uno encima de otro, y les prendieron encima servilletas del establecimiento empapadas con combustible pero Amy, todavía viva, pudo levantarse y logró arrastrarse a una parte diferente de la tienda antes de ser descubierta y rematada. Los cuerpos de Sarah y Eliza fueron encontrados apilados uno encima del otro con el cuerpo de Jennifer al lado, que se cree estaba encima de ellas, pero que había caído al arrastrarse Amy.
Los resultados de la autopsia mostraron altos niveles de salida de BTU, lo que sugirió que se pudo haber usado un acelerador. Se cree que las chicas murieron antes de que comenzara el incendio.

## Investigaciones del caso
Aproximadamente una hora antes del cierre, a un hombre que había estado tratando de apurar a los clientes de su cola se le permitió usar el baño, donde se demoró mucho, y se sospecha que pudo atrancar una puerta de la parte de atrás. Una pareja que salió de la tienda justo antes del cierre, mientras Jennifer cerraba la puerta principal para evitar la entrada de más clientes, testificó que aun quedaban dentro dos hombres en una mesa en actitud furtiva.
Los perpetradores salieron probablemente por una puerta trasera que se encontró abierta. La forma organizada del ataque, la capacidad para controlar a las víctimas y la destrucción de pruebas mediante un incendio provocado apuntaban a un adulto con antecedentes criminales y no a adolescentes, según uno de los detectives originales del caso. El dueño de la tienda informó el robo de 540 dólares de las cajas registradoras, pero los investigadores no creen que este fuera el motivo del ataque, sino fruto de aprovechar la ocasión al irse.
En el momento de los asesinatos, un asesino en serie conocido, Kenneth Allen McDuff, se encontraba en el área de Austin. Dado su historial en casos de asesinatos múltiples, en primera instancia se sospechó de su participación en el caso, si bien acabó siendo excluido del crimen.

### Falso testimonio
La policía de Austin admitió haber recibido sospechas y avisos de medio centenar de personas acusables de haber cometido los asesinatos que conmocionaron a la ciudad. Una confesión en 1992 por dos ciudadanos mexicanos, en poder de las autoridades mexicanas, pronto fue disputada, si bien finalmente se declaró falsa.

### Detención de cuatro sospechosos
El miércoles 6 de octubre de 1999, las policías de Texas y Virginia Occidental arrestaron a cuatro sospechosos en relación con los asesinatos. Robert Burns Springsteen Jr., de 24 años, fue arrestado en Charleston (Virginia); Michael James Scott, de 25 años, fue detenido en el área de Austin; Maurice Pierce, de 24 años, fue arrestado en Lewisville, al norte de Dallas; y Forrest Wellborn, de 23 años, fue detenido en Lockhart, al sureste de Austin. Por tanto, serían adolescentes al momento del crimen. La fiscalía declaró en una audiencia que las pruebas de ADN en el caso habían sido probadas contra más de 70 personas (incluidos estos cuatro hombres) y no coincidieron. Los cargos contra Wellborn se retiraron cuando un gran jurado de Austin no le acusó. Posteriormente se retiraron los cargos contra Pierce. Solo los casos contra Scott y Springsteen fueron a juicio.
La investigación fue complicada por asuntos internos del Departamento de Policía de Austin. El detective Hector Polanco fue despedido por presuntamente difundir y filtrar confesiones. Una relación entre el padre de Springsteen y la empleada de procesamiento de datos de la policía de Austin Karen Huntley provocó su transferencia. Polanco también participó en la coerción de una confesión falsa en un caso de asesinato anterior, que condujo al encarcelamiento falso de Christopher Ochoa y Richard Danziger. Ambos fueron liberados después de 13 años en prisión; Danziger había sido asaltado en prisión y resultó con daño cerebral permanente.

### Condena revocada
En 2006, el Tribunal de Apelaciones de lo Penal de Texas anuló la condena de Springsteen sobre la base de haber tenido un juicio injusto. La Corte Suprema de los Estados Unidos se negó a restablecer la condena en febrero de 2007. No había ninguna evidencia que los situara en la escena y ambos revelaron que los obligaron a confesar. De hecho, se hizo pública una imagen de una cámara de seguridad de un agente poniéndole a Scott una pistola en la cabeza durante un interrogatorio.

### Solicitud de pruebas de ADN
El 20 de agosto de 2008, los abogados defensores de Scott y Springsteen solicitaron pruebas de ADN de sospechosos alternativos a sus clientes. No se encontraron coincidencias contra la evidencia descubierta a principios de ese año. Siete miembros del jurado de los juicios declararon que no habrían condenado a los hombres si esta evidencia hubiera estado disponible en ese momento.

### Libertad para dos de los acusados
El miércoles 24 de junio de 2009, el juez Mike Lynch dictaminó, en respuesta a la solicitud de la fiscal de distrito del condado de Travis, Rosemary Lehmberg, que había solicitado que continuaran los juicios contra los acusados, sentenció que los acusados Springsteen y Scott quedaran en libertad bajo fianza en espera de un próximo juicio.
Justificando su acción, en contraposición con la del juez Lynch, la fiscal Lehmberg hizo pública una nota de prensa en la que afirmaba que ambos (Springsteen y Scott) fueron condenados por jurados en junio de 2001 y septiembre de 2002. Sus sentencias fueron anuladas por el tribunal de apelaciones, porque se encontró que sus declaraciones a las fuerzas del orden público fueron dadas involuntariamente. La fiscal contaba que había una nueva evidencia en base al ADN de una persona todavía desconocida, que podía estar en relación con los sospechosos.
El 28 de octubre de 2009, todos los cargos fueron desestimados contra Scott y Springsteen.

### Muerte de Maurice Pierce
El 23 de diciembre de 2010, el oficial de policía de Austin Frank Wilson y su compañero, Bradley Smith, realizaron una parada en un control de tráfico a un vehículo que conducía Maurice Pierce, uno de los cuatro arrestados originalmente en este caso, al norte de Austin. Pierce acabó enfrentándose con el agente Wilson antes de quitarle un cuchillo de su cinturón y apuñalarle en el cuello. Wilson, que sobrevivió a sus heridas, sacó su arma reglamentaria y disparó en defensa propia a Pierce, matándole en el acto.

## En la cultura popular
El crimen fue el tema del libro de no ficción de 2016 de Beverly Lowry Who Killed These Girls? Cold Case: The Yogurt Shop Murders, el libro de no ficción del mismo año de Corey Mitchell Murdered Innocents y la novela de Scott Blackwood See How Small.